# Джонстон, Гарри Гамильтон
Сэр Генри (Гарри) Гамильтон Джонстон (англ. Harry Hamilton Johnston; 12 июня 1858 — 31 июля 1927) — английский исследователь Африки и колониальный администратор.

## Биография
Джонстон изучал зоологию и иностранные языки. Позже он начал рисовать, проведя 2 года во Франции, и в 1876 году отправился ради удовольствия к путешествиям в Португалию и Испанию. Джонстон был маленького роста, 152 см в высоту, но стал известен как «Маленький гигант». Он был опытным художником, фотографом, картографом, лингвистом, натуралистом и писателем. В 1882 году он отправился исследовать тропическую Западную Африку. Он побывал в Мосамедише и на реке Кунене, объехал реку Конго от устья до Болобо. В 1884 году по поручению Королевского географического общества он исследовал флору и фауну Килиманджаро в Восточной Африке, а в следующем году стал вице-консулом в Камеруне. В 1889 году он был переведён на ту же должность в Мозамбик. Здесь он исследовал озеро Леопольда. С 1891 по 1895 год в статусе комиссара королевы Виктории и генерального консула Британской Центральной Африки он обеспечивал безопасность транспортного движения по озеру Ньяса.
Джонстон был членом Королевской академии художеств, его картины дикой природы Африки являются исключительными. Он говорил на более чем 30 африканских языках, а также на арабском, итальянском, испанском, французском и португальском языках. В 1896 году он был посвящён в рыцари и вышел в отставку в 1904 году, после чего продолжил своё увлечение естественной историей. Он открыл более 100 новых видов птиц, рептилий, млекопитающих и беспозвоночных. Пожалуй, самым заметным из всех стало открытие окапи. Джонстон написал более 60 книг, в том числе «История моей жизни» (англ. The Story of My Life, 1923), а также более 600 коротких произведений.

## Сочинения
- The river Congo from its mouth to Bolobo. London (1884)
- The Kilima-Njaro expedition. London (1886)
- Livingstone and the exploration of Central Africa. London (1891)
- British Central Africa. London (1897)
- A history of the colonization of Africa by alien races. Cambridge (1899)
- The Uganda Protectorate. 2 Bde. London (1902)
- Liberia. London (1906)
- George Grenfell and the Congo. London (1908)